# Juri Gatt
Juri Gatt (* 9. August 2001 in Innsbruck) ist ein österreichischer Wintersportler. Er tritt im Rennrodeln in der Klasse Herren-Doppelsitzer zusammen mit Riccardo Schöpf an.

## Werdegang
Juri Gatt begann 2011 mit dem Rodelsport und startet seitdem für den Sportverein Rinn. Er absolvierte das Sportgymnasium Innsbruck und ist seit 2021 Sportsoldat des österreichischen Bundesheers. Juri Gatt lebt in Ampass in Tirol.

## Jugend- und Juniorenzeit
In seiner Jugend- und Juniorenzeit (2011–2021) war Gatt mehrmals Tiroler- und Österreichischer Meister.
Im Winter 2015/16 startete er erstmals im Doppelsitzer als Untermann mit Partner Jakob Schmid bei nationalen und internationalen Jugendrennen und wurde 2016 vom Österreichischen Rodelverband als einer der jüngsten Sportler für die Olympischen Jugend-Winterspiele 2016 in Lillehammer nominiert. Dort erreichte das Doppel Schmid/Gatt den 7. Platz.
Seit 2017 rodelt Juri Gatt als Obermann im Doppelsitzer mit Riccardo Schöpf. Bereits in ihrem ersten gemeinsamen Winter sicherten sie sich den Gesamtweltcup in der Jugendklasse. Juri Gatt rodelte zudem im Einsitzer beim Jugendweltcup der Saison 2017/18 zu Bronze.
2019 wurde Gatt zusammen mit seinem Doppelpartner Riccardo Schöpf, Lisa Schulte und Bastian Schulte Juniorenweltmeister im Mannschaftswettbewerb.

## Weltcuperfolge
Seit 2020 rodelt Gatt ausschließlich im Doppelsitzer. Im Winter 2020/21 nahm er mit Riccardo Schöpf noch an einigen Juniorenrennen und bereits an ersten Weltcuprennen der allgemeinen Klasse teil. Mit dem 11. Platz in Innsbruck/Igls erreichte das Duo Gatt/Schöpf sein bestes Saisonergebnis im Weltcup der Herren-Doppelsitzer.
Seit 2021 gehört Gatt dem Nationalkader der österreichischen Kunstbahnrodler an. Im Weltcup der allgemeinen Klasse rodelte er im Winter 2021/22 fünfmal unter die Top 10. Bei der Europameisterschaften in St. Moritz-Celerina (SUI) holte er Silber in der U23-Wertung, auch bei den Junioren-Weltmeisterschaften in Winterberg erreichte er Silber.
Beim Saisonauftakt des Winters 2022/23 auf der Olympiarodelbahn Innsbruck feierte Juri Gatt seinen ersten Weltcupsieg in der allgemeinen Klasse und führte den ersten Dreifachsieg der Geschichte für die österreichischen Rennrodler im Doppelsitzer an.
Eine Woche später belegte Gatt beim Weltcup in Whistler (Kanada) den dritten Platz, dann beim dritten Rennen der Saison 22/23 am 17. Dezember 2022 in Park City den zweiten Platz, beim Sprint-Weltcup in Winterberg am 12. Februar 2023 den dritten Platz und am 25. Februar 2023 ebenfalls den dritten Platz.
Beim Team-Weltcup in Winterberg am 26. Februar 2023 gewann Gatt zusammen mit Untermann Riccardo Schöpf und den Teamkollegen Jonas Müller und Madeleine Egle Gold und erzielte einen neuen Bahnrekord.
Die Wintersaison 2023/24 startete das Doppel Gatt/Schöpf mit einem 3. Platz im Weltcup in Lake Placid und siegte bei den Weltcuprennen in Winterberg und Altenberg.
In der Wintersaison 2024/25 konnten gatt/Schöpf insgesamt fünf Top-6-Platzierungen erreichen und landeten im Gesamtweltcup an 7. Stelle.

## Meisterschaften
Bei den Rennrodel-Weltmeisterschaften in Altenberg erreichten Juri Gatt und Riccardo Schöpf beim Sprintrennen am 27. Januar 2024 Bronze und rodelten am 28. Januar 2024 zu ihrem ersten Weltmeistertitel.
Bei den Europameisterschaften in Winterberg im Winter 2024/25 wurden Gatt/Schöpf Europameister im Team und Vizeeuropameister im Doppelsitzer der Männer.

## Erfolge

### Gesamtweltcup
| Saison  | Platz | Punkte |
| ------- | ----- | ------ |
| 2020/21 | 20.   | 0204   |
| 2021/22 | 15.   | 0285   |
| 2022/23 | 04.   | 0686   |
| 2023/24 | 05.   | 0701   |

### Weltcupsiege
| Nr. | Datum        | Ort        | Bahn                  |
| --- | ------------ | ---------- | --------------------- |
| 01. | 3. Dez. 2022 | Innsbruck  | Olympia Eiskanal Igls |
| 02. | 6. Jan. 2024 | Winterberg | Bobbahn Winterberg    |
| 03. | 3. Feb. 2024 | Altenberg  | DKB-Eiskanal          |

| Nr. | Datum         | Ort        | Bahn               |
| --- | ------------- | ---------- | ------------------ |
| 01. | 26. Feb. 2023 | Winterberg | Bobbahn Winterberg |